# Ed Mann
Ed Mann (14 de enero de 1954-1 de junio de 2024) fue un músico estadounidense. Comenzó a tocar la batería y el piano desde la infancia. Es conocido por sus actuaciones con su "mallet percussion" en el escenario con el conjunto de Frank Zappa de 1977 a 1988, y sus apariciones en más de 30 de los álbumes de Zappa, tanto grabaciones de estudio como con la banda de Zappa en vivo. Mann también ha lanzado una serie de CD como un líder de banda y compositor.

## Carrera
Ed Mann comenzó a tocar el piano y los objetos que encontraba en la cocina a los 3 años, a los 11 años adquirió un kit de batería, tocó con bandas de rock, marcha, orquesta, concierto, pit y conjuntos de big band cuando era adolescente mientras estudiaba en New England Music Camp y The Hartt School of Music.
Ed entró en el Hartt College of Music en 1972 para estudiar con Al Lepak, donde aprendió y tocó música sinfónica, jazz, experimental y del siglo XX. En Hartt, Ed se reunió y formó un vínculo inmediato con Tommy Mariano (alias Mars) y formaron la banda de jazz experimental "World Consort", que tocó en locales de arte en el centro de Nueva Inglaterra.
En 1973 se trasladó al Instituto de California de las Artes donde tuvo a John Bergamo como profesor. Allí estudió músicas del mundo así como percusión multicultural. Fue miembro fundador de Repercussion Unit, banda de innovación en la percusión, bajo la dirección de Bergamo y junto a Larry Stein, Gregg Johnson, Jimmy Hildebrandt, Lucky Mosko y Paul Anceau.
En 1977 Frank Zappa preguntó a Bergamo por alguien para hacer "overdubbing" en el álbum Zappa In New York y este le recomendó a Mann.
Unos meses más tarde Ruth Underwood le dijo a Mann que Zappa estaba buscando un segundo tecladista. Cuando Ed llamó a Zappa para recomendar a Tommy ("a medianoche, la única hora en que se podía llegar a Frank por teléfono"), este lo invitó a "venir a casa". Mann fue a la casa, donde Terry Bozzio, Patrick O'Hearn, y Adrian Belew estaban improvisando con Zappa. A las 2:00 a. m. Ed estaba "en la banda". Ed Mann comentó más adelante: "llevó algunos días para que todo se acoplara." Con Frank Zappa Ed realizó y grabó como percusionista, sintetizador, diseñador de sonido electrónico, vocalista y programador entre 1977 y 1988 en banda eléctrica, conjuntos pequeños y ambientes orquestales
Mann puede ser oído tocando gongs en el álbum de J21, Yellow Mind: Blue Mind.
Hasta mediados de 2014 Mann fue miembro de The Band From Utopia, que ha contado con muchos exmúsicos de Zappa como Robert Martin, Chad Wackerman, Ala Albert, Tom Fowler y Ralph Humprhries a lo largo de los años. En 2008, Ed Mann hizo una gira con Project/Object, y actuó con el Agent Moosehead en el New York Harvest Festival and Freedom Rally. En 2013, Mann comenzó a actuar en percusión y electrónica con The Z3, un trío de órganos, guitarras y tambores que adapta la música Zappa a la tradición Hammond Organ-center-jazz-funk.
En julio de 2004, Ed Mann participó en el festival Zappanale. Actuó con varias bandas e hizo un concierto como Ed Mann & Friends, donde fue apoyado por la mitad de la banda Wrong Objects. Distintas partes de los conciertos en los que actuó como invitado especial aparecen en el álbum "Zappanale # 15".
En 2006, Ed participó como invitado especial en 5 conciertos de Sheik Yerbouti en Alemania.
Ed Mann e Ike Willis participaron en el concierto tributo a Zappa de la Orquesta Sinfónica de Edmonton, el 15 de abril de 2016.
Ed también ha realizado y/o grabado con Mark Isham, Rickie Lee Jones, Andy Summers, Kenny Loggins, Ambrosia, Tammy Wynette, Los Lobos, Blotto, John Cage, Bill Bruford, Shadowfax, Frogg Café, Wrong Object, The Grandmothers, Orquesta Sinfónica de Londres, Don Ellis, Repercussion unit, Lou Harrison, Don Preston, Bruce Fowler, Steve Fowler, Rumdummies, ASANI, la Orquesta Sinfónica de Edmonton, y otros.
Mann se unió a Northeast blugrasstafarian jamband Desert Rain para su actuación en el Festival de Música Wormtown en el otoño de 2015. Desde entonces se ha unido al grupo en los clubes de todo el noreste.
En julio de 2016 Mann se unió a Mike Dillon para tres actuaciones de la gira del nordeste de Estados Unidos.[cita requerida]

## Discografía con Zappa
- Zappa in New York (Frank Zappa, 1978)
- Sheik Yerbouti (Frank Zappa, 1979)
- Joe’s Garage Act I (Zappa, 1979)
- Joe’s Garage Acts II & III (Zappa, 1979)
- Tinseltown Rebellion (Frank Zappa, 1981)
- Shut Up 'N Play Yer Guitar (Zappa, 1981)
- You Are What You Is (Zappa, 1981)
- Ship Arriving Too Late to Save a Drowning Witch (Zappa, 1982)
- The Man From Utopia (Zappa, 1983)
- Baby Snakes (Frank Zappa, 1983)
- London Symphony Orchestra, Vol. 1 (Zappa, 1983)
- Them or Us (Zappa, 1984)
- Thing-Fish (Zappa, 1984)
- Frank Zappa Meets the Mothers of Prevention (Frank Zappa, 1985)
- Jazz from Hell (Frank Zappa, 1986)
- London Symphony Orchestra, Vol. 2 (Zappa, 1987)
- Guitar (Frank Zappa, 1988)
- You Can't Do That on Stage Anymore, Vol. 1 (Zappa, 1988)
- Broadway the Hard Way (Frank Zappa)
- You Can't Do That on Stage Anymore, Vol. 3 (Zappa, 1989)
- The Best Band You Never Heard in Your Life (Frank Zappa, 1991)
- Make a Jazz Noise Here (Frank Zappa, 1991)
- You Can't Do That on Stage Anymore, Vol. 4 (Zappa, 1991)
- You Can't Do That on Stage Anymore, Vol. 5 (Zappa, 1992)
- You Can't Do That on Stage Anymore, Vol. 6 (Zappa, 1992)
- Frank Zappa Plays the Music of Frank Zappa: A Memorial Tribute (Frank Zappa, 1996)
- Halloween (Frank Zappa – Audio DVD, 2003)
- QuAUDIOPHILIAc (Zappa – kvadrofon Audio DVD, 2004)
- Trance-Fusion (Zappa Records 2006)
- The Dub Room Special (CD, Zappa Records, 2007)
- One Shot Deal (Zappa Records ZR 20006, 2008)
- Hammersmith Odeon (album) (Zappa, 2010)

Las actuaciones de Mann pueden verse en las películas de Zappa Baby Snakes, Dub Room Special y Video From Hell.

## Discografía en solitario
- Get Up (1988)
- Perfect World (1990)
- Global Warming (1995) with Brian Hand
- Have No Fear (1996)
- (((GONG))) Sound Of Being (1998)
- Sing Gong 24 (2009)